# Kaatsbaan (Maarssen)
De Kaatsbaan is een winkelstraat in het Nederlandse dorp Maarssen. Deze loopt van de kruising Herengracht, Langegracht en de Evert Stokbrug met daar achter in het verlengde van de Kaatsbaan de Breedstraat tot de Diependaalsedijk en de Nassaustraat. Aan deze winkelstraat in het centrum van Maarssen bevinden zich talrijke monumentale panden. In vroegere tijden vormde de Kaatsbaan de grens tussen de gemeente Maarssen en de gemeente Maarsseveen.

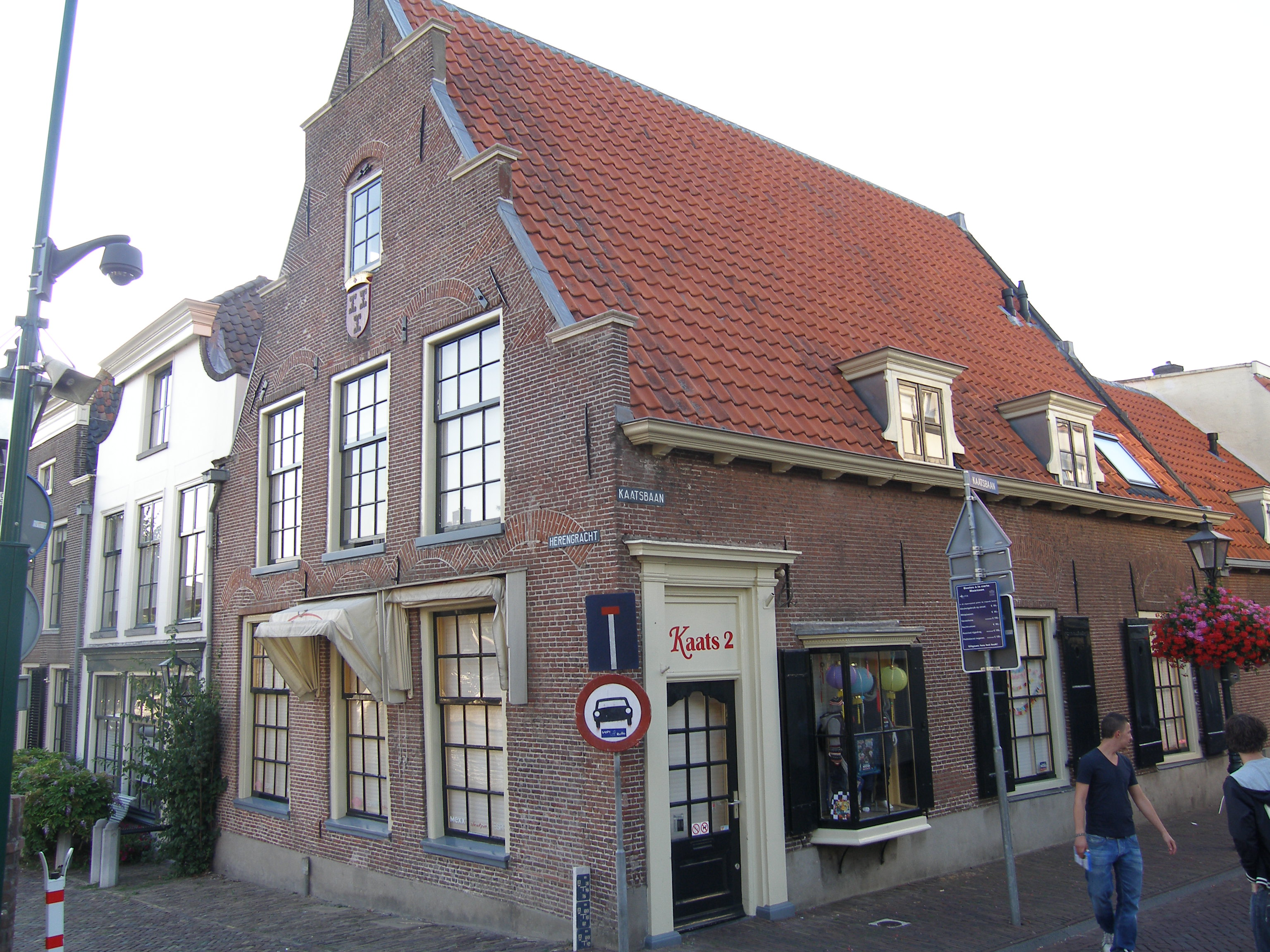
Kaatsbaan 2 te Maarssen
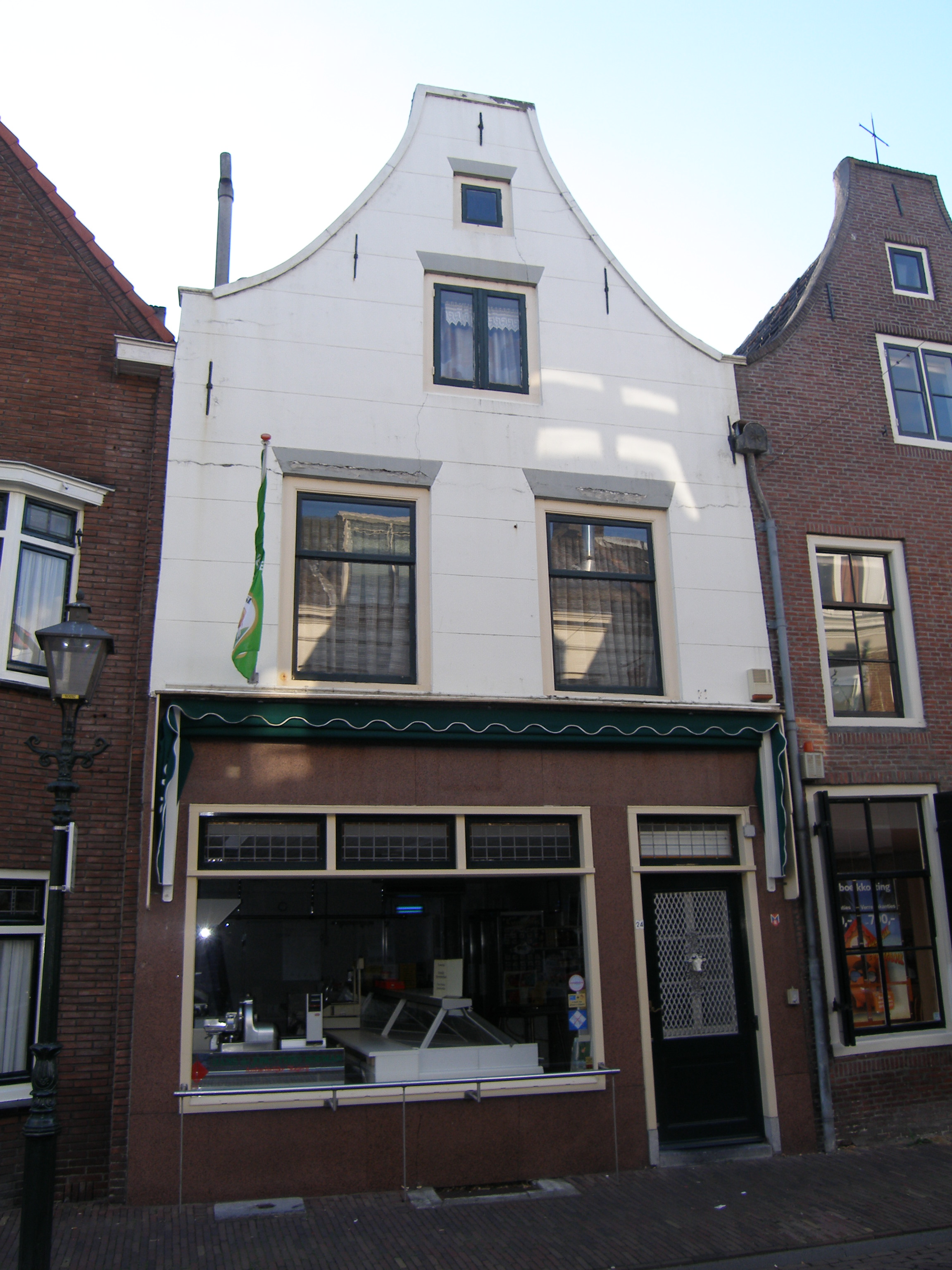
Kaatsbaan 24 te Maarssen
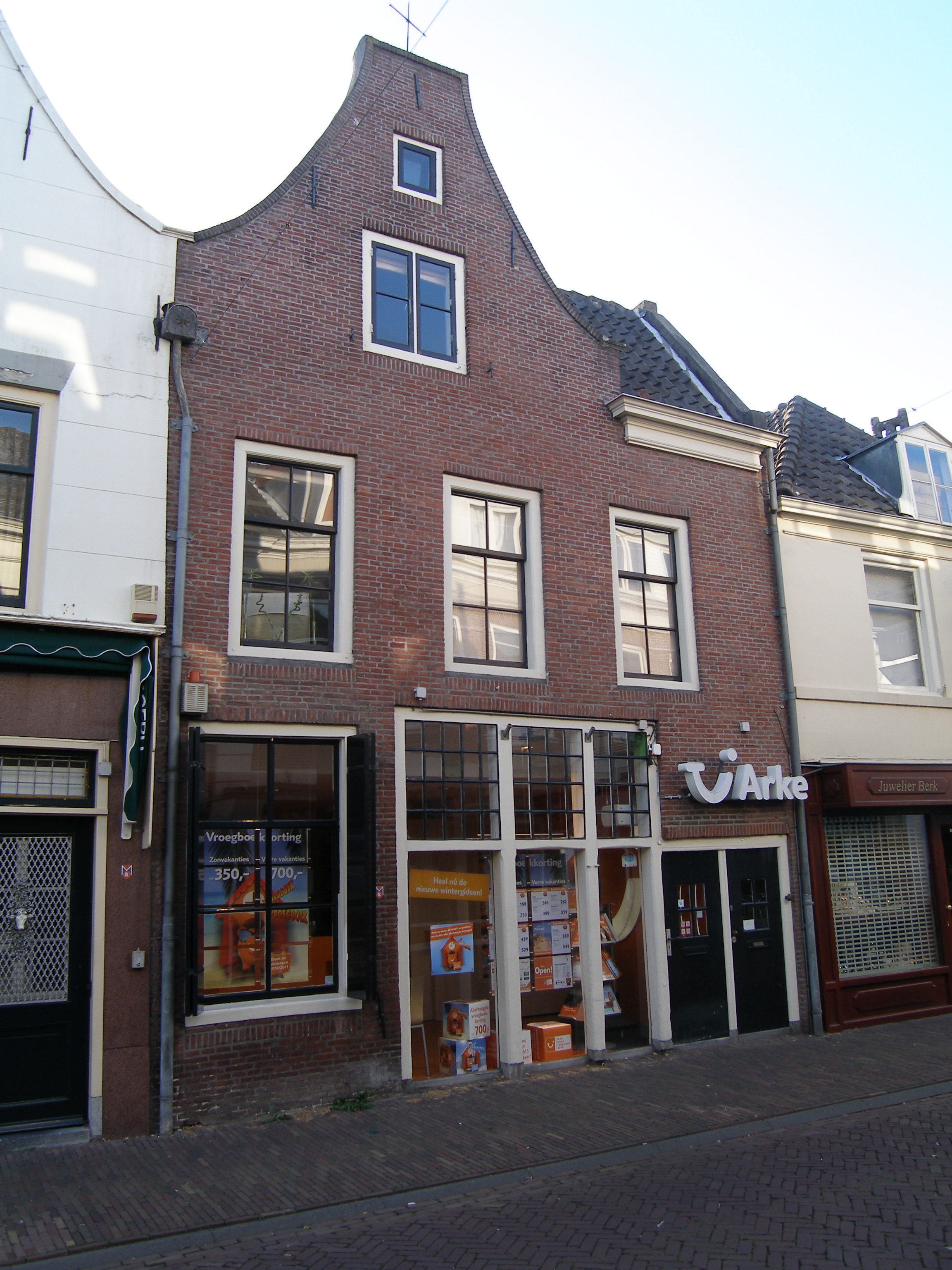
Kaatsbaan 26 te Maarssen
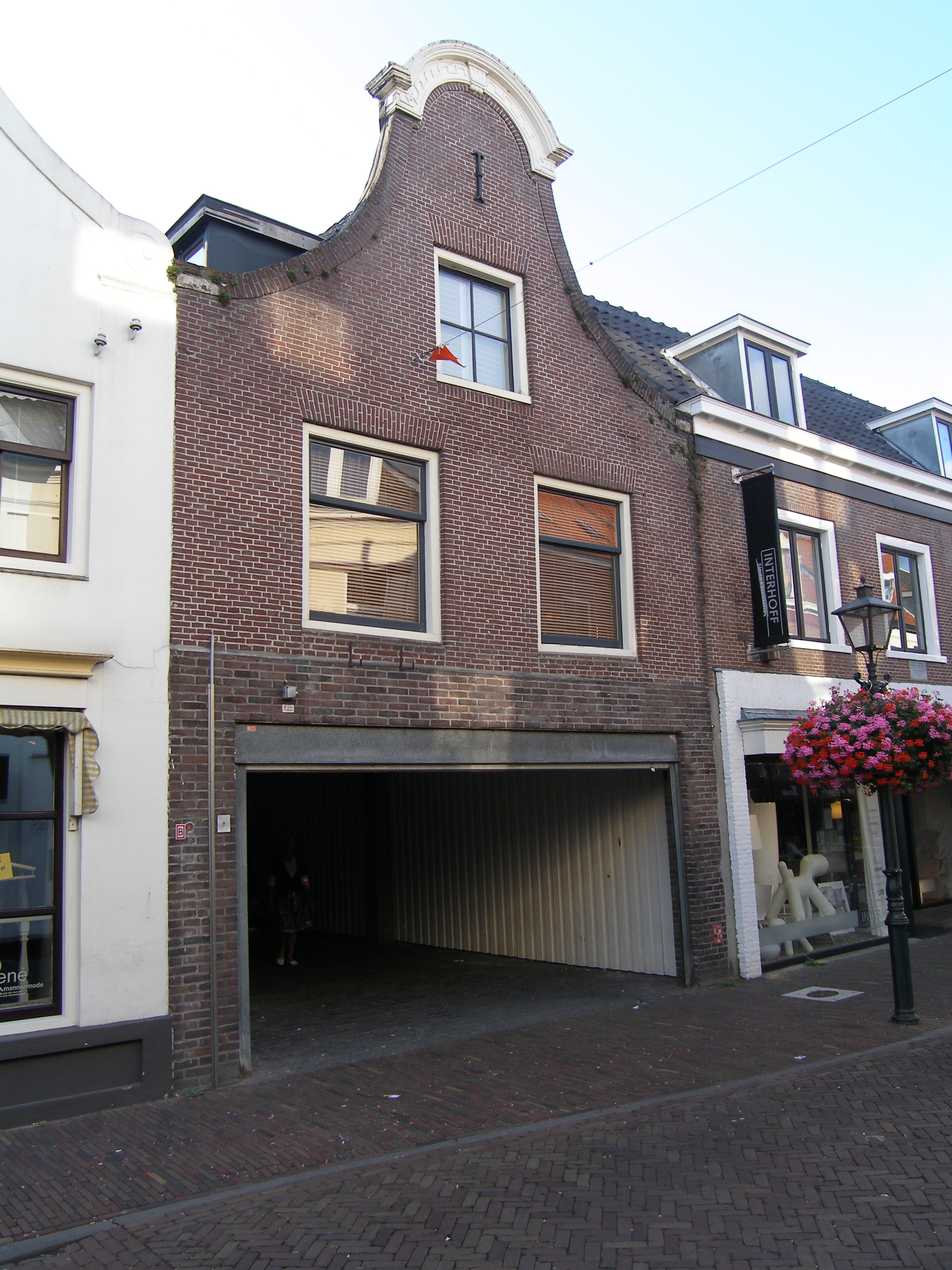
Kaatsbaan 34 te Maarssen
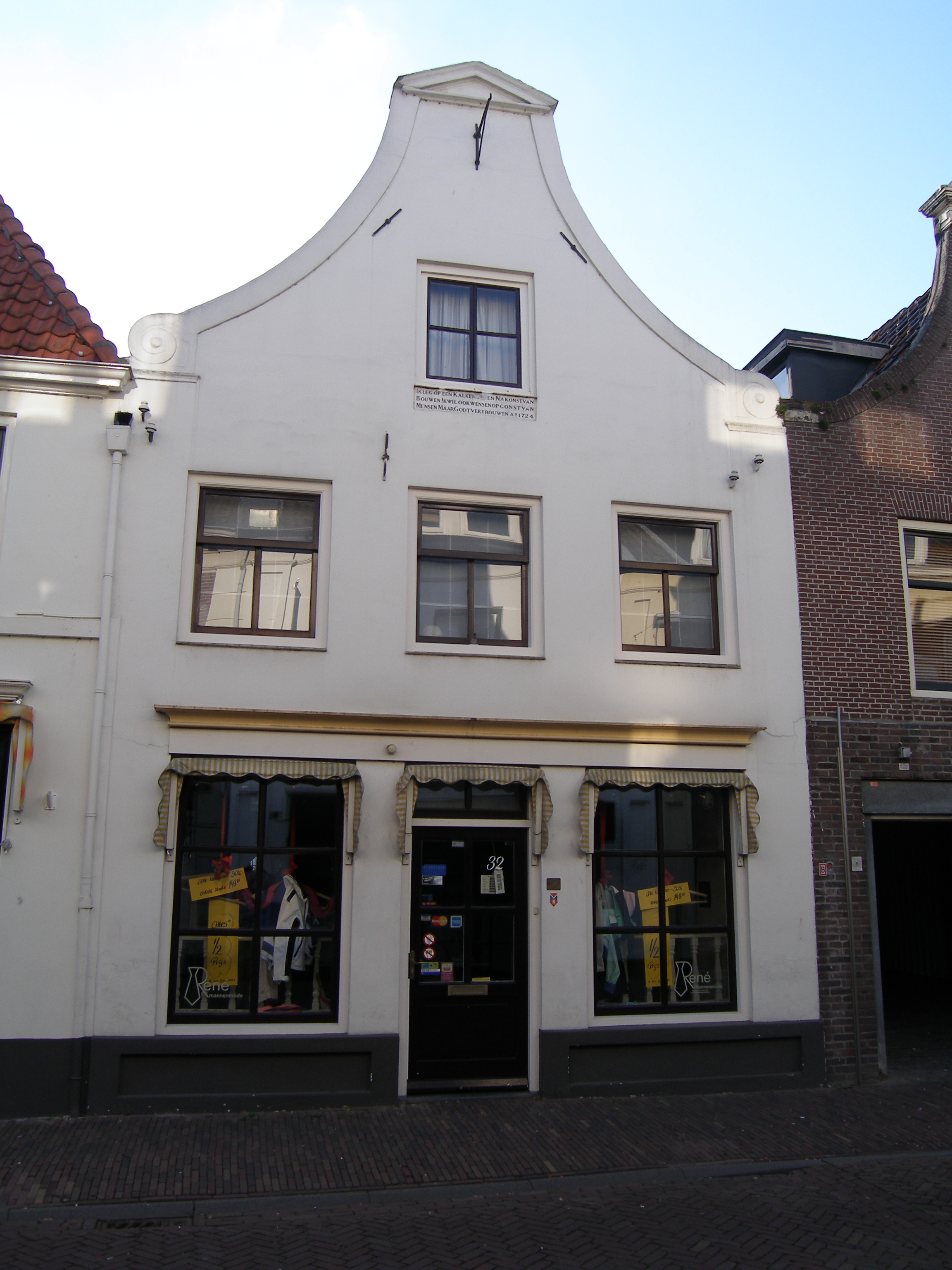
Kaatsbaan 32 te Maarssen

Binnenweg ·
Bolensteinsestraat ·
Bolensteinseweg ·
Breedstraat ·
Diependaalsedijk ·
Herengracht ·
Kaatsbaan ·
Kerkweg ·
Langegracht ·
Nassaustraat ·
Parkweg ·
Raadhuisstraat ·
Schippersgracht ·
Wilhelminaweg · 
Zandpad